# Aximopsis acricola
Aximopsis acricola is een vliesvleugelig insect uit de familie Eurytomidae. De wetenschappelijke naam is voor het eerst geldig gepubliceerd in 1973 door De Santis, Urban & Graf.